# Municipio de Garfield (condado de Hancock)
El municipio de Garfield (en inglés: Garfield Township) es un municipio ubicado en el condado de Hancock en el estado estadounidense de Iowa. En el año 2010 tenía una población de 404 habitantes y una densidad poblacional de 4,4 personas por km².

## Geografía
El municipio de Garfield se encuentra ubicado en las coordenadas 43°6′58″N 93°40′15″O / 43.11611, -93.67083. Según la Oficina del Censo de los Estados Unidos, el municipio tiene una superficie total de 91.8 km², de la cual 90,7 km² corresponden a tierra firme y (1,2 %) 1,1 km² es agua.

## Demografía
Según el censo de 2010, había 404 personas residiendo en el municipio de Garfield. La densidad de población era de 4,4 hab./km². De los 404 habitantes, el municipio de Garfield estaba compuesto por el 96,29 % blancos, el 0,99 % eran afroamericanos, el 0,25 % eran amerindios, el 0,5 % eran de otras razas y el 1,98 % eran de una mezcla de razas. Del total de la población el 1,73 % eran hispanos o latinos de cualquier raza.